# رايموند إلمر أندرسون
رايموند إلمر أندرسون هو سياسي كندي، ولد في 7 يوليو 1891 في كندا، وتوفي في 6 أغسطس 1970. حزبياً، نشط في الحزب الليبرالي الكندي. وقد انتخب عضو مجلس العموم الكندي.